# ناتاشا کامپوش

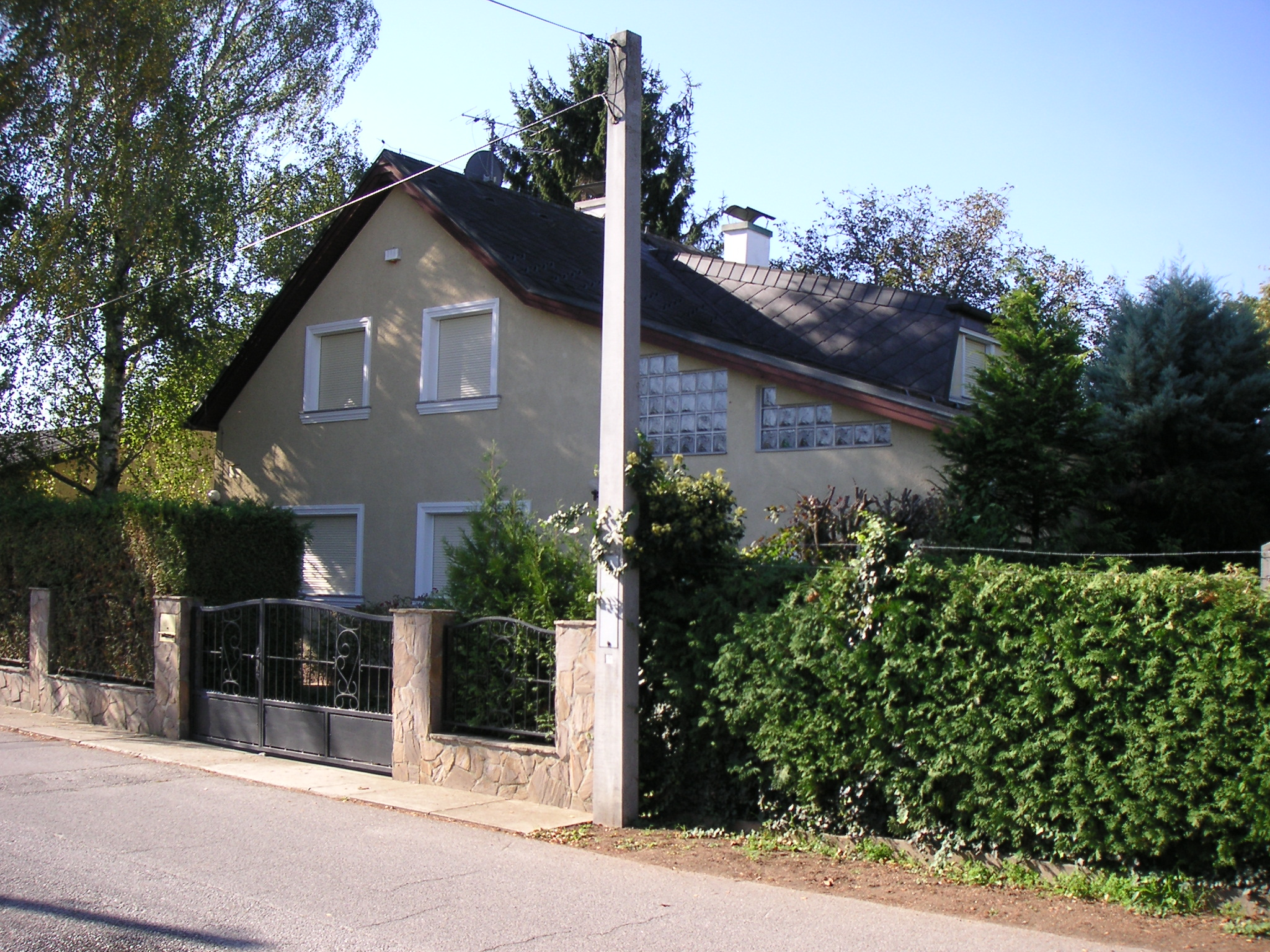
مکانی که ناتاشا به مدت ده سال حبس بود

ناتاشا کامپوش (آلمانی: Natascha Kampusch؛ زادهٔ ۱۷ فوریهٔ ۱۹۸۸) یک مجری و قربانی آدم‌ربایی اهل اتریش است.
ناتاشا در روز ۲ مارس ۱۹۹۸ در سن ۱۰ سالگی و زمانی که در راه رفتن به مدرسه بود توسط یک مرد ۴۴ ساله به نام «ولفگانگ پریکلوپیل» ربوده شد. پریکلوپیل، ناتاشا را در طول این سال‌ها در سلولی که در زیر زمین برایش ساخته بود نگهداری می‌کرد تا اینکه بالاخره این دختر در روز ۲۳ اوت ۲۰۰۶ پس از ۸ سال با استفاده از فرصتی مناسب توانست بگریزد.

ناتاشا در مورد رباینده‌اش می‌گوید:
«او شیفته شخصیت آدلف هیتلر بود و با من رفتاری چون رفتار نازی‌ها با قربانی‌هایشان داشت. همیشه گرسنگی می‌کشیدم و لباس ناکافی به تن داشتم و مجبور بودم به کارهای سخت‌تن دهم».

## آدم‌ربا
ولفگانگ پریکلوپیل (۱۴ مه ۱۹۶۲ – ۲۳ اوت ۲۰۰۶) یک تکنسین ارتباطات اتریشی بود. او در وین به دنیا آمد و تک فرزند بود. او مدتی در زیمنس به عنوان تکنسین ارتباطات مشغول به کار بود. پریکلوپیل با خودروی ب‌ام‌و اسپرت قرمز رنگ خود که بعداً در یکی از پارکینگ‌های وین پیدا شد، فرار کرد. او که می‌دانست تحت تعقیب پلیس است، همان شب در نزدیکی ایستگاه وین‌نورد با پریدن در جلوی قطار در حال عبور، خودکشی کرد. او ظاهراً از قبل تصمیم داشت به جای دستگیر شدن به زندگی خود پایان بدهد، زیرا به کامپوش گفته بود که او را زنده نخواهند گرفت.